# Solutoparies pythii
Solutoparies pythii är en svampart som beskrevs av Whiffen ex W.H. Blackw. & M.J. Powell 1998. Solutoparies pythii ingår i släktet Solutoparies och familjen Chytridiaceae.   Inga underarter finns listade i Catalogue of Life.